# HUMINT
HUMINT (acronimo dell'inglese HUMan INTelligence) è l'attività di intelligence consistente nella raccolta di informazioni per mezzo di contatti interpersonali, e come tale si contrappone ad altri canali informativi più "tecnologici", come SIGINT, IMINT, e MASINT. La NATO definisce la HUMINT come "una categoria di intelligence derivata da informazioni raccolte e fornite da fonti umane."
La HUMINT non è una fonte di sola intelligence diretta, ma anche di informazioni di pregnante valore "controspionistico". I contatti umani che costituiscono la sostanza della HUMINT devono costantemente essere finalizzati ad entrambe queste funzioni.

## Descrizione
Sono tipiche attività di HUMINT gli interrogatori e le conversazioni che hanno come interlocutori persone aventi accesso ad informazioni pertinenti. Come disciplina di "raccolta di intelligence", rientra nella gestione della raccolta di intelligence. La HUMINT, più di altre discipline, interagisce in modo rilevante con il controspionaggio. Il modo in cui le operazioni HUMINT vengono condotte dipende sia da protocolli ufficiali, sia dalla natura della fonte d'informazione. Nell'ambito militare USA, la maggior parte delle attività HUMINT non implica operazioni sotto copertura (come ad esempio la HUMINT clandestina). Le fonti possono essere neutrali, amiche o ostili, e possono essere consapevoli o inconsapevoli del proprio coinvolgimento nella raccolta di informazioni. La HUMINT può fornire diversi tipi d'informazione. Si può trattare di osservazioni durante viaggi o altri eventi da parte di viaggiatori, rifugiati, prigionieri di guerra "amici" sfuggiti al nemico, ecc. Può fornire dati su materie che il soggetto conosce specificamente, e tali "materie" possono essere altre persone, o — nel caso di traditori o spie — informazioni sensibili a cui l'interlocutore ha accesso. Da ultimo, può fornire informazioni su relazioni interpersonali e network d'interessi.
L'attività non potrà mai andare disgiunta da un costante e minuzioso lavoro di verifica (possibilmente incrociata) di ogni dato fornito dalla fonte, poiché nel mondo dell'intelligence pochi fenomeni sono più frequenti del doppio gioco, praticato da sempre, per le motivazioni più disparate: sete di denaro, astuzia degli apparati antagonistici, controinformazione, contro controspionaggio in danno dell'organizzazione HUMINT che "si illude" di praticare del controspionaggio, e così via.

## Metodi utilizzati
A titolo di puro esempio, si può considerare questo elenco di fonti HUMINT:
- Pattugliamento ordinario (polizia militare, altre pattuglie ecc.)
- Ricognizione speciale
- Consiglieri militari d'ambasciata
- Rapporti diplomatici (scritti)
- Prigionieri di guerra
- Rifugiati
- "Interviste"[3] di viaggiatori[4]
- ONG (Organizzazioni non governative)
- Spionaggio propriamente detto.

## Operazioni HUMINT fondamentali
Un vaglio delle fonti umane è il logico prerequisito della raccolta d'informazioni HUMINT. Vi si comprende: la selezione delle persone che possono essere valide fonti HUMINT; la loro eventuale identificazione precisa; la conduzione di colloqui di vario tipo. Sono essenziali un'appropriata annotazione ed una rubricazione incrociata dei risultati dei colloqui. Nessuna disciplina della raccolta delle informazioni, più dell'HUMINT, ha una naturale vocazione a scoprire un significato anche in dettagli informativi apparentemente quasi irrilevanti. Specialmente se è vi è motivo di avere colloqui aggiuntivi con lo stesso soggetto, il secondo abboccamento richiede un'accurata pianificazione, in particolare se chi interroga non parla la stessa lingua della persona da interrogare.

### Differenziazioni fondamentali per tipo di soggetto
Va innanzitutto distinto tra soggetti volontari, e soggetti coatti: arrestati, prigionieri di guerra e così via. I prigionieri hanno una comprensibile paura di quel che può accader loro, e — a dispetto di certa mitologia del "duro" — può essere importante che il prigioniero si rilassi e, per quanto possibile, si senta a proprio agio.
Alcune organizzazioni insegnano ai loro membri che l'avversario usa per prassi la tortura, e, se ciò è noto, tale paura dovrà essere tenuta nel debito conto; i prigionieri giapponesi della Seconda guerra mondiale spesso tentavano il suicidio per quel motivo, ma a volte ne erano dissuasi, come riferito da Guy Gabaldon.
Specialmente quando il soggetto è un prigioniero, l'esaminatore, che non necessariamente è la persona che conduce l'interrogatorio, dovrebbe analizzare la "scheda prigioniero" denominata (negli Stati Uniti) Enemy Prisoner of War (EPW) captive tag , o altro documento che fornisca i dati essenziali sulle circostanze della cattura: quando, dove, come, da chi, e così via. Se il soggetto è libero, è comunque piuttosto utile per chi lo esamina predisporre un documento contenente informazioni analoghe alla scheda prigioniero.
Se si tratta di prigioniero di guerra, gli esaminatori presteranno massima attenzione ai distintivi di grado, alle condizioni dell'uniforme, ed al comportamento mantenuto dalla fonte. In particolare, bisognerà ricercare indizi come: tentativi di parlare alle guardie, inserimenti intenzionali in gruppi errati di prigionieri, o qualunque segno di nervosismo, ansia, o paura. Gli esaminatori dovranno essere pronti a notare ogni fonte il cui comportamento tradisca la propensione a parlare.
Dato per scontato che il soggetto sia sorvegliato, l'esaminatore può avere utili informazioni sul suo contegno dalle guardie. Esse possono riferire su come la fonte ha risposto agli ordini, quali richieste abbia avanzato, che comportamento dimostri e così via. Assieme alle informazioni essenziali già riepilogate, tali osservazioni possono essere di grande ausilio a chi conduce l'interrogatorio, che può preventivamente studiare i dati. Conoscere il retroterra dell'interrogato è utile per poter sempre condurre il gioco durante l'interrogatorio.
Sempre a proposito di prigionieri, chi li esamina deve studiare i documenti che sono stati loro sequestrati, ed ogni altro documento che li riguardi. Se il soggetto ha scelto di collaborare, e fornisce dei documenti, potrebbero essere ancor più utili. Può darsi che gli esaminatori abbiano necessità di ricorrere a linguisti o specialisti del tipo di documento per ottenere una piena comprensione del materiale da studiare. Se i documenti hanno loghi o altri elementi grafici caratteristici, questi ultimi devono essere confrontati con lo specifico registro, aggiungendoli al medesimo se appaiono nuovi. È superfluo osservare che questa fase serve anche a vagliare l'autenticità dei documenti, che potrebbero essere stati contraffatti ad arte, com'è avvenuto numerosissime volte nella storia dello spionaggio.
I documenti catturati assieme alla fonte (carta d'identità, lettere, sezioni di mappe, ecc.) possono fornire informazioni atte ad identificare la fonte stessa, la sua organizzazione, la sua missione, ed il suo retroterra personale generale (famiglia, conoscenze, esperienza, ecc.). Questi dati possono valere per verificare le informazioni dai documenti sequestrati, in tal modo consolidando la volontà di collaborare del soggetto. Naturalmente, da tale scrutinio, si debbono trarre elementi di giudizio per stabilire se la fonte collabora disinteressatamente, o quale sia lo specifico interesse personale che motiva la cooperazione.
Se la fonte ha informazioni riguardanti nuovi materiali stranieri, sarà il caso di interpellare specifici esperti TECHINT, e se la fonte ha informazioni che riguardano un ambito già oggetto di particolari investigazioni, andrà interessata la struttura strettamente competente per quell'azione investigativa. Questi specialisti non sono necessariamente esperti dell'interrogatorio, e possono aver bisogno di ricorrere a tali ultimi esperti per escutere la fonte.

### Selezione delle fonti potenziali
Implica la valutazione di un individuo, o di un gruppo di individui, per determinare il loro potenziale nel rispondere alla raccolta d'informazioni, o per identificare individui che possono avere informazioni interessanti, e sono disposti (o possono essere persuasi) a collaborare. Gli individui collaborativi saranno sottoposti a debriefing (vedasi in prosieguo), mentre — in conformità alle leggi pertinenti, alle regole ed agli indirizzi generali dell'organizzazione HUMINT — i recalcitranti andranno interrogati.

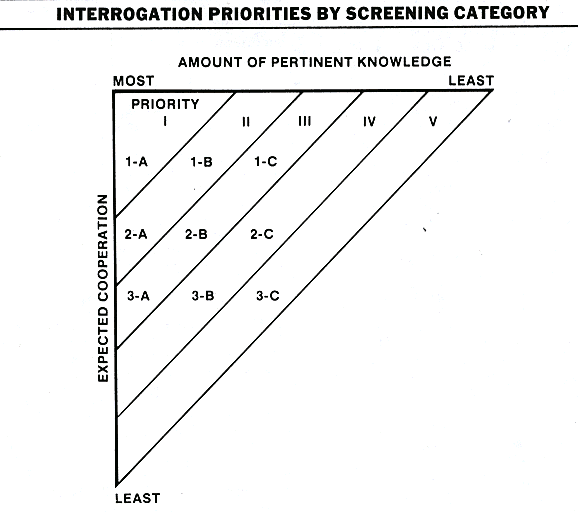
Priorità dei soggetti per l'interrogatorio

Le tecniche di esame possono anche selezionare gli individui che hanno probabilità di successo nella raccolta di informazioni, o nel lavoro, in altre forme, con l'organizzazione HUMINT o suoi fiancheggiatori. Si possono anche identificare individui che presentano interesse per gli specialisti di controspionaggio o di TECHINT (technical intelligence).
| Livello di cooperazione    | Codice di cooperazione | Livello di attendibilità                        | Codice di attendibilità |
| -------------------------- | ---------------------- | ----------------------------------------------- | ----------------------- |
| Risponde a domande dirette | 1                      | Molto probabilmente ha informazioni pertinenti  | A                       |
| Risponde con esitazione    | 2                      | Può avere informazioni pertinenti               | B                       |
| Non risponde               | 3                      | È improbabile che abbia informazioni pertinenti | C                       |

Può essere necessario esaminare individui di un'area locale, come i residenti od eventuali lavoratori, per determinare se possano essere inaffidabili sul piano della sicurezza.

### Identificazione
Per l'ovvia importanza connessa all'identificazione degli individui in subiecta materia, è assai diffuso il ricorso alla biometria (esempi: impronte digitali, impronte vocali, scansione dell'iride, caratteristiche fisiche/facciali) applicata alle persone di interesse HUMINT.

### Tipi di colloquio
Spesso non si comprende che il colloquio con un soggetto (amichevole o ostile) ha molte dinamiche in comune con il rapporto psicoterapeutico, anche se, ovviamente, per ragioni affatto diverse — e non-terapeutiche. In una prolungata seduta, o serie di sedute, se c'è dialogo tra interrogante ed interrogato (a differenza della situazione di chi rimane silente) si instaureranno dinamiche assimilabili ai concetti psicoterapeutici di transfert e controtransfert. Nel primo caso, il soggetto proietta le proprie esperienze emozionali sull'interrogante, nel secondo caso, l'interrogante inizierà a pensare al soggetto nei termini delle proprie esperienze di vita.
Ci sono due modi di usare le scienze sociali per comprendere i colloqui, nell'ampio senso del debriefing collaborativo e dell'interrogatorio ostile.
Primo modo d'intendere
Parlando di interrogatorio in contesto di polizia, "C'è una vasta letteratura sull'interrogatorio... ma quasi niente al riguardo di esso nel campo della teoria dell'argomentazione. C'è, ovviamente, una ragione per questo divario. I teorici dell'argomentazione hanno assunto come loro punto d'interesse l'argomentazione razionale in cui le due parti ragionano insieme per cercare di raggiungere la verità su una questione seguendo regole di procedura collaborative. E l'interrogatorio mal si presta a modello di come condurre una bilanciata argomentazione razionale. Lungi da ciò, sembra piuttosto rappresentare una forma coercitiva di scambio dialogico che si accompagna all'intimidazione..."
ma un debriefing non è necessariamente coercitivo, e, in alcuni casi, anche un interrogatorio diviene meno coercitivo, se il soggetto prende ad identificarsi con il framing concettuale dell'interrogante.
Secondo modo d'intendere
Ci può essere un contesto di finta Sindrome di Stoccolma, oppure un caso in cui il soggetto effettivamente vede le incongruenze del proprio sistema di opinioni, e può iniziare a condividere aspetti della mentalità dell'interrogante.
Un caso a parte riguarda i già ricordati prigionieri giapponesi dell'ultimo conflitto mondiale. Soprattutto (forse) se venivano catturati in stato d'incoscienza, pensavano che la vergogna della cattura, rapportata al loro sistema di valori, li separava permanentemente dalla loro cultura
. Se non potevano suicidarsi, sembravano formarsi una nuova immagine di sé stessi, come se facessero da quel momento parte della cultura dell'interrogante, e divenivano piuttosto collaborativi. "... C'era un metodo infallibile per convincere un prigioniero giapponese riluttante a dire tutto quel che sa: dirgli, attraverso l'interprete, che rimanderanno il suo nome e la sua foto in Giappone. ... Abbiamo avuto modo di notare che pochi giapponesi fanno anche solo il tentativo di nascondere qualcosa. L'essere fatti prigionieri non sta nei loro manuali. Nessun giapponese viene mai preso vivo. Così, non hanno dimestichezza con la procedura Nome - Grado - Numero di matricola - Nient'altro. Di solito rivelano tutto facilmente senz'alcuna opera di convincimento e sembrano dispiaciuti se per mancanza di informazioni non sono in grado di rispondere ad una specifica domanda. [Un ufficiale catturato] ... non si aspetta di fare una volta o l'altra rientro in Giappone, e appare docilmente rassegnato ad andare negli States per lavorarvi in qualità di prigioniero per il resto dei suoi giorni."
Nella teoria argomentativa, l'interrogatorio è una forma di dialogo finalizzato alla ricerca d'informazioni, ma può comprendere anche altre forme di dialogo, come la negoziazione. Sia nei colloqui di polizia sia in quelli di intelligence, ci può essere una sorta di mercanteggiamento, laddove l'interrogante offre incentivi al soggetto affinché riveli l'informazione. Essa, specialmente in ambito HUMINT, non riguarda necessariamente l'interrogatorio, e può anche implicare la persuasione del soggetto a parlare.
Prima di procedere nello studio della relazione tra interrogatorio e dialogo finalizzato alla ricerca d'informazioni, sarà opportuno dare brevemente conto di altri tipi di dialogo, parimenti correlati all'interrogatorio. Esso, infatti, in un qualche modo ha una banda di oscillazione tra la pura ricerca d'informazioni ed altri tipi di dialogo. Per esempio, la teoria argomentativa analizza la 'persuasione', nel senso assunto dal dialogo di persuasione, e con certi interrogatori strategici, l'interrogante potrebbe obiettivamente mettere in dubbio alcune pratiche appartenenti al punto di vista del soggetto. Non si fa questo per sollecitare direttamente un'informazione, quanto piuttosto per predisporre un nuovo contesto per un ulteriore interrogatorio in cui il soggetto potrebbe mettere in dubbio alcune delle sue osservanze o credenze. Nel caso dei prigionieri giapponesi più volte richiamato, essi effettivamente iniziavano ad operare nel nuovo contesto.

#### Debriefing
Consiste nel far sì che fonti umane cooperanti soddisfino i requisiti di intelligence, coerenti con regole, leggi ed indirizzi generali dell'organizzazione HUMINT. Di solito le persone soggette a debriefing collaborano intenzionalmente, ma è possibile ricavare notizie anche attraverso conversazioni casuali. Il debriefing può essere condotto a tutti i livelli, ed in tutti gli ambienti di operazione. Avviene normalmente "a tu per tu", ma può svolgersi anche con messaggi audiovisivi o via computer.
Fra gli "intervistati" vi sono sia "addetti", sia "non addetti". Gli individui "addetti" fanno parte, in qualche modo, dell'organizzazione che conduce l'intervista.
| Addetti                                                                                                   | Non addetti                                                                      |
| --- | -------------------------------------------------------------------------------- |
| Pattuglie di polizia militare o fanteria in aree nominalmente controllate                                 | Residenti in aree nominalmente controllate                                       |
| Squadre di ricognizione speciale                                                                          | Lavoratori di ONG nell'area di operazioni                                        |
| Diplomatici del proprio paese                                                                             | Diplomatici di paesi amici o neutrali                                            |
| Esperti specifici di livello nazionale o di comando superiore (per esempio: personale di servizi segreti) | Persone esterne all'area, ma bene informate in proposito (per esempio: emigrati) |

Salvo il caso che vi sia necessità di un rapporto più dettagliato, gli "addetti" fanno normalmente uso del pratico metodo "SALUTE" (vedasi tabella sottostante), che garantisce l'aderenza delle notizie riferite a precisi standard operativo-informativi.
| Acronimo inglese                      | Traduzione italiana                                     |
| ------------------------------------- | ------------------------------------------------------- |
| Size: how many men in the unit?       | Dimensione: quanti uomini nell'unità?                   |
| Activity: what are they doing?        | Attività: cosa stanno facendo?                          |
| Location: where are they?             | Luogo: dove si trovano?                                 |
| Unit: who are they?                   | Unità: chi sono? (a quale reparto appartengono?)        |
| Time: when did you see them?          | Tempo: quando li hai visti?                             |
| Equipment: what weapons do they have? | Equipaggiamento: che armi (o altra attrezzatura) hanno? |

Salvo si tratti di "intervistare" personale "addetto", c'è la tendenza in alcuni raccoglitori di HUMINT a considerare il debriefing una pura perdita di tempo. L'approccio ad una fonte volontaria è necessariamente ben diverso da quello che si mantiene con un prigioniero (quand'anche collaborativo) specie se l'interrogante ha motivo di considerare attendibile la fonte. Se anche il soggetto collabora spontaneamente, un rifugiato o uno sfollato condivide probabilmente alcune paure o incertezze tipiche del prigioniero di guerra. L'ascolto attivo ed un atteggiamento simpatetico possono essere assai utili, specialmente in tema di affetti familiari, e di risentimento verso chi li ha resi dei "senza casa".

#### Interrogatorio
Al contrario di quanto avviene nel debriefing, il soggetto sottoposto ad interrogatorio non collabora necessariamente per far acquisire le informazioni all'organizzazione HUMINT. Il soggetto è normalmente sotto custodia, sebbene le circostanze legali possano talora consentire che un soggetto restio si sottragga alle restrizioni.
Esempi di soggetti interrogati: prigionieri di guerra; soggetti che non appartengono all'area, e come tali sono stati fermati da una pattuglia; un ladro arrestato dalla polizia civile.
L'interrogatorio è una tecnica che richiede competenza specifica, e spesso comporta la costruzione di un rapporto con il soggetto. In un contesto di intelligence, gli interroganti devono essere specialisti addestrati, che pure possono farsi affiancare da linguisti ed esperti di particolari materie.
Indipendentemente dal fatto che il soggetto abbia eventualmente chiesto di essere interrogato, è necessario che l'interrogante mantenga l'iniziativa. Per far ciò, l'interrogante non ha bisogno di essere aggressivo. Invero, gli interroganti di successo hanno per lo più un contegno formalmente cortese nell'ambito delle tradizioni culturali del soggetto. Se, nell'ambito di società con una forte tradizione padrone di casa / ospitato, l'interrogante assume il ruolo di padrone di casa, ciò può consentire una garbata dominanza della conversazione.
L'interrogatorio come "processo" è tecnica di raccolta di HUMINT, e non tecnica di analisi. Può ben darsi che l'interrogante, dopo il colloquio, rediga analisi, conclusioni di controlli incrociati a fronte di elenchi di nomi e "diagrammi a linee di network sociali" (come sarà più dettagliatamente mostrato in prosieguo). L'interrogante spunta" le sue note al termine del rapporto, per assicurarsi che esso contenga ed identifichi le informazioni come sentite, viste o ritenute dalla fonte.

### Pianificare la conversazione iniziale
Benché la tecnica effettiva di "intervista" possa variare per le caratteristiche del soggetto e per le esigenze di servizio dell'interrogante, quest'ultimo deve comunque fissare un piano di massima per la prima intervista. Il piano potrebbe essere inserito in una cartellina racchiudente i documenti (eventualmente in copia) che riguardano il soggetto, o, se disponibile, potrebbe implementare un database HUMINT in modo che altri interroganti, analisti, esperti di lingue o di culture (attinenti) possano apportare revisioni al piano medesimo. Dette revisioni possono sia contribuire alla pianificazione della conversazione particolare, sia dare idee ad altri interroganti per altre "interviste" analoghe.
Gli elementi fondamentali da inserire nel piano sono:
- ogni richiesta urgente di raccolta HUMINT
- il numero di matricola del prigioniero di guerra / detenuto
- tempo e luogo del colloquio
- approcci primario e secondario
- scaletta delle domande, comprendente l'elenco degli argomenti da trattare, ed il relativo ordine cronologico
- domande predisposte per gli argomenti poco noti all'interrogante, o di alto contenuto tecnico
- metodo di registrazione e di redazione del rapporto circa le informazioni ottenute
- assistenza di interprete, se necessaria
- interroganti generali o ulteriori tecnici eventualmente necessari.

L'intervista preliminare non è volta a ottenere informazioni di rilievo, ma solo a far sì che l'interrogante abbia una idea assolutamente precisa di chi sia la persona con cui ha a che fare.
Quanta pressione psicologica usare, quanti simboli di dominanza sia opportuno esibire, sono questioni che richiedono fini capacità di giudizio.
Alcune classiche tecniche di intervista, senza minacciare il soggetto, lo mettono a disagio, come, per esempio, porre gli interroganti – preferibilmente in due – seduti dietro un tavolo collocato all'estremità di una lunga stanza, cosicché il soggetto, una volta entrato, debba percorrere una certa distanza per portare la sua sedia di fronte a loro. Questo trucco permetterà agli interroganti di osservare il "sangue freddo" e le maniere del soggetto, che spesso verrà innervosito dalla situazione.
In questa tecnica di pressione, gli interroganti debbono sedere con la luce alle spalle, in modo da nascondere i propri volti, velare le proprie espressioni, e porre un elemento di tensione nel prigioniero. Questa tensione può aumentare, fornendo al soggetto una sedia scomoda, diciamo una sedia molto liscia e dalla seduta corta, in modo che il soggetto tenda a scivolar fuori, oppure una sedia con gambe instabili.
D'altro canto, una tecnica opposta talvolta dà buoni risultati: il prigioniero viene trattato con tutti i riguardi, dopo un pasto abbondante rallegrato da birra, da indurlo a calare la guardia abbandonandosi ad una specie di torpore.
Se si stanno conducendo operazioni con fonti militari, il luogo della conversazione ha effetti psicologici sulla fonte. Il luogo, pertanto, va scelto in coerenza con l'effetto che l'interrogante vuol produrre, ed in assonanza con le tecniche programmate. Per esempio, incontrare la fonte in una situazione di tipo sociale, come un ristorante, metterà la fonte a proprio agio. Incontrarsi in un appartamento suggerisce un'atmosfera meno formale, e se si sceglie un ufficio si ottiene l'effetto contrario. Analogamente, la casa del soggetto, come luogo d'incontro, dà a costui un vantaggio psicologico, mentre l'ambiente dell'interrogante favorisce ovviamente quest'ultimo sul medesimo piano. Il raccoglitore di HUMINT tenga presenti il livello della fonte, la sicurezza, lo spazio di lavoro disponibile, il mobilio, la quantità di luce consentita, e la possibilità di riscaldare o raffreddare la stanza al bisogno.

#### Caratteristiche dell'interrogante
L'interrogatorio è interazione, e, anche prima di considerare le differenti qualità che il soggetto può avere, l'interrogante ha bisogno di conoscere il proprio stile, i propri punti di forza e di debolezza. Deve stimare se gli serve una consulenza culturale, come gestire i problemi linguistici, e se ha bisogno di aiuto specialistico.
Il raccoglitore HUMINT deve anche considerare le condizioni fisiche proprie e della fonte. Dopo prolungate operazioni, va stabilito un limite oltre il quale l'interrogante o la fonte possono rimanere concentrati su un certo argomento.

#### Esigenze di appoggio
Se l'interrogante pensa che offrire incentivi potrebbe essere d'aiuto, deve decidere di quale tipo d'incentivi si debba trattare, e come ottenerli. Se la promessa d'incentivi era già stata fatta in precedenza, è importantissimo sapere se la promessa fosse poi stata mantenuta. In caso contrario, l'interrogante avrà cura di appurare quanto tale promessa insoddisfatta possa interferire con ogni intesa costruita, e come correggere il problema.
Il raccoglitore HUMINT deve stabilire se gli servirà un ulteriore appoggio (analista, tecnico, o interprete). In qualche raro caso servirà una consulenza poligrafica o da parte di un consulente di scienze del comportamento.
Quest'ultimo è autorizzato ad emettere valutazioni psicologiche sul carattere, la personalità, le interazioni sociali ed altre caratteristiche comportamentali dei soggetti da interrogare, informandone, all'occorrenza, il raccoglitore HUMINT.

#### Atteggiamenti del soggetto
L'atteggiamento fondamentale del soggetto servirà a definire l'approccio all'intervista. Ci sono quattro fattori primari che devono essere considerati per orientare il contegno dell'interrogante:
- Lo stato psicofisico della fonte. Ferito; arrabbiato; in lacrime; arrogante; sprezzante, o spaventato?
- Il retroterra della fonte. Età; livello di esperienza militare o civile; da considerare fattori etnici e culturali.
- L'obiettivo della raccolta HUMINT. Quanto sono importanti le informazioni che la fonte potrebbe fornire? Vale la pena di svolgere un gran lavoro per indurlo a parlare?
- L'interrogante. Quali risorse può mettere in gioco? Quali sue debolezze possono condizionare la raccolta HUMINT? Ci sono barriere etniche o sociali alla comunicazione? Può adattare la sua personalità a quella della fonte?

##### Cooperativo ed amichevole
Una fonte cooperativa e amichevole offre poca resistenza all'interrogatorio e di solito parla liberamente di quasi ogni argomento venga proposto, salvo che si tenda ad incriminarlo o a degradarne la personalità.
Per ottenere i migliori risultati, l'interrogante userà ogni riguardo per mantenere un'atmosfera amichevole, evitando di indagare su affari privati che eccedono gli scopi dell'interrogatorio. Bisogna, al contempo, evitare di essere troppo amichevoli, perdendo in tal modo il controllo dell'interrogatorio.
L'interrogante può ad ogni modo aver bisogno del consiglio di esperti sugli usi culturali del soggetto. Per esempio, nella cultura americana non è necessario perdere un sacco di tempo informandosi su com'è stato il viaggio per arrivare nel luogo della conversazione, o sulla salute di un familiare del soggetto ecc., ma vi sono culture in cui è ritenuta somma scortesia non fare tali domande. Una violazione di regole culturali di questo genere potrebbe trasformare un soggetto ben disposto in un individuo totalmente restio a fornire informazioni.
Continuando con gli esempi, per gli arabi è normale parlare di famiglia, spesso in termini cerimoniali, così come una stretta di mano deve accompagnare l'inizio e la fine di un incontro.

##### Neutrale, non-partigiano
Una fonte con queste caratteristiche è collaborativa fino ad un certo punto. Normalmente assume la posizione di rispondere a ciò che gli viene chiesto direttamente, ma di rado fornisce informazioni spontaneamente. Talora può essere timoroso delle rappresaglie dei nemici (quali conseguenze potenziali della sua collaborazione). Com'è intuitivo, trattando con siffatte fonti l'interrogante dovrà porre un significativo numero di domande esplicite e dirette.

##### Ostile e antagonistico
Questo è il "cliente" più difficile per l'interrogante. Spesso anzi si rifiuta totalmente di parlare, e costituisce una vera sfida per l'interrogante. Quest'ultimo deve allora possedere grandi doti di autocontrollo, pazienza e tatto.
Se si tratta di un inesperto, l'interrogante farebbe bene a passare la mano ad un collega con più esperienza e abilità. Nel trattamento del soggetto, vi sarà gran giovamento da ogni indizio che motivi l'ostilità della fonte.
Si usa dire che il soggetto recalcitrante andrà "domato come si farebbe con un cavallo da corsa", e non "sfracellato alla ricerca di un singolo uovo d'oro".
Non ci sono due interrogatori uguali (ognuno fa storia a sé). Pertanto è necessario creare uno "stile su misura" per ciascun soggetto.

Ad ogni modo, le linee di procedura ordinaria possono essere generalmente divise in quattro parti:
1. arresto e detenzione
2. colloquio e domande preliminari
3. esame intensivo
4. sfruttamento della fonte.

Le prime tre fasi – che si ribadisce fermamente non avranno alcuna relazione con la tortura – possono essere raggruppate sotto la categoria concettuale di processo di ammorbidimento. Se il soggetto si sta arroccando dietro una messinscena, si potrà far breccia in siffatta difesa con l'ammorbidimento che andiamo descrivendo.
Sbugiardare certi soggetti è quanto di peggio si può fare: la loro determinazione a non perdere la faccia li indurrà ad attaccarsi disperatamente alla menzogna iniziale. A personaggi del genere è indispensabile offrire scappatoie rivolgendo loro domande che li mettano in condizione di aggiustare la versione di comodo, senza alcuna diretta confessione di falsità.
Le domande possono essere poste in un modo amichevole e persuasivo, con un atteggiamento duro e spietato, o con un approccio impersonale e neutrale. Per raggiungere l'effetto sconcertante alternando questi atteggiamenti, può essere necessario ricorrere fino a quattro diversi interroganti, che recitino le rispettive parti, sebbene talora un interrogante possa sdoppiarsi in due differenti ruoli:
1. il freddo, insensibile individuo che sembra vomitare domande con la cadenza di fuoco di una mitragliatrice, con la sua voce dura e monotona, che non minaccia né mostra compassione;
2. il prevaricatore che usa minacce, insulti e sarcasmo per spezzare la guardia del soggetto incrinandone la sicurezza o esasperandolo;
3. l'interrogante platealmente ingenuo e credulone, che sembra aver abboccato alla storiella del prigioniero, dà a questi l'illusione di essere il più furbo, gli dà corda e costruisce quella falsa sicurezza che potrà alla fine tradirlo;
4. l'uomo gentile ed amichevole, comprensivo e suadente, il cui approccio empatico è di decisiva importanza nella fase culminante dell'interrogatorio. Si rivela efficace dopo un assedio portato dal primo e secondo "tipo umano", o dopo un sonno turbato susseguente a detto assedio.

### Programmazione di interviste aggiuntive
Questo può far parte dell'ammorbidimento, oppure della fase di sfruttamento. Quando la menzogna iniziale e la volontà di resistere sono state spezzate, quando il soggetto è pronto a rispondere ad una serie di domande attentamente preparate e mirate ad un obiettivo di intelligence, lo sfruttamento può avere inizio, spesso sotto le mentite spoglie di uno spirito di collaborazione e di mutua assistenza. A questo stadio l'interrogatorio può per esempio essere spostato in un ufficio assegnato al soggetto, dove può perfino essere lasciato da solo per pochi minuti, per mostrargli che gli si dà fiducia, e che per lui c'è qualcosa di costruttivo da fare. Questo senso di fiducia e responsabilità può essere importante per un soggetto che ha subito il descritto lavaggio del cervello, perché tipicamente potrebbe nutrire inclinazioni suicide; deve essergli dato qualcosa che occupi la sua mente e lo tenga alla larga da un'eccessiva introspezione.
Quale andamento sia migliore, dipende dal carattere del soggetto, da come si è riusciti a spezzare la sua volontà, e dal suo attuale atteggiamento verso coloro che lo gestiscono. Qualche volta solo un interrogante nuovo può ottenere collaborazione da lui. A volte, al contrario, si vergogna a tal punto di aver capitolato che non vuole esporsi oltre, e desidera parlare solo con il suo vecchio interrogante. Altre volte ancora ha costruito con il suo interrogante una relazione di piena fiducia che non deve essere incrinata dall'introduzione di un'altra personalità.

## Come porre le domande
Chi raccoglie HUMINT adotta un atteggiamento appropriato basato sulla sua conoscenza della fonte, ma rimane all'erta per cogliere indizi (verbali e non) indicanti la necessità di cambiare tecnica di approccio. La quantità di tempo spesa in questa fase dipenderà soprattutto dai probabili quantità e valore delle informazioni in possesso della fonte, dalla disponibilità di altre fonti con analoghe conoscenze, e dal tempo a disposizione. Sulle prime, sarà consigliabile mantenere una relazione simile a quelle di affari. Se la fonte si dispone alla collaborazione, potrà risultare conveniente un'atmosfera più rilassata. Il raccoglitore di HUMINT starà ben attento a determinare di volta in volta quale fra le molteplici tecniche di approccio sia da applicare al momento.
Se la fonte collabora, le sue motivazioni possono essere le più disparate. Si va dall'altruismo al tornaconto, dalla logica all'emozione. Partendo da un caposaldo psicologico, il raccoglitore di HUMINT deve essere pienamente consapervole dei comportamenti seguenti.

La gente tende a:
- Voler parlare quando è sotto stress; risponde alla gentilezza ed alla comprensione quando è sottoposta a prove impegnative. Ad esempio, i soldati nemici appena catturati hanno sofferto un episodio produttivo di intenso stress. È un'inclinazione naturale, in chi ha vissuto situazioni analoghe, il volerne parlare. Se il prigioniero di guerra è stato convenientemente isolato, il raccoglitore HUMINT sarà la prima persona con cui avrà la possibilità di sfogarsi. Questo è un asso nella manica per l'interrogante. Il desiderio di "raccontarsi" sarà vivo anche nei rifugiati, sfollati, e perfino nei normali cittadini a casa propria, quando debbano fronteggiare un frangente inatteso.
- Mostrare deferenza verso l'autorità. Dipende dalla cultura, ma nella maggior parte del mondo la gente è abituata a rispondere alle domande di una quantità di funzionari governativi e semi-governativi.
- Operare in una cornice di valori personali e derivati dalla cultura. La gente tende a rispondere favorevolmente agli individui che esibiscono lo stesso sistema di valori, e a rivoltarsi quando sono contestati i suoi valori cardinali.
- Rispondere all'auto-interesse, sia fisico, sia, ancor più, emotivo. Questo può consistere semplicemente nel rispondere a ricompense materiali, o arrivare a rispondere oltre misura come appoggio alla razionalizzazione di un senso di colpa.
- Dimenticare o mal applicare le istruzioni ricevute in tema di sicurezza, quando si ritrova in una situazione disorganizzata o strana.
- Essere meglio disposti a discutere un argomento con il raccoglitore HUMINT se questi dimostra identiche o analoghe esperienze e conoscenze (la classica battuta "Sono un soldato come te" molte volte funziona).
- Apprezzare l'adulazione e l'esonero da colpe.
- Attribuire minor rilievo ad un argomento se il raccoglitore HUMINT mostra di considerarlo "roba ordinaria".
- Amareggiarsi nel vedere vilipendere qualcuno o qualcosa che il soggetto rispetta, specialmente se ciò avviene per opera di persone non apprezzate[21].

### Costruire un rapporto
È indispensabile stabilire e mantenere un rapporto tra il raccoglitore HUMINT e la sua fonte. Il rapporto è una condizione stabilita dal raccoglitore HUMINT, caratterizzata dalla fiducia che la fonte ripone in lui, e dalla conseguente volontà collaborativa. Tutto ciò non necessariamente implica un'atmosfera amichevole: significa semplicemente che è istituita e conservata una relazione che facilita il lavoro del raccoglitore di HUMINT. Questi può costruire un rapporto da superiore, pari, o perfino inferiore alla fonte. La relazione può fondarsi sull'amicizia, tornaconto reciproco ed anche paura.
Nel caso che si presenti, normalmente l'interrogante adotterà posizione e grado di servizio coerenti con il tipo di strategia di approccio prescelta nella fase di progetto e preparazione. Nel far ciò, avrà cura di descriversi in termini plausibili in relazione alla propria età, apparenza ed esperienza. Un raccoglitore di HUMINT può, secondo il diritto internazionale, usare tranelli nel costruire il rapporto con le fonti da interrogare, e in ciò può rientrare il farsi passare per qualcuno che non sia un interrogante militare (ovvero: dissimulare il proprio ruolo).

Tuttavia, il raccoglitore non deve mai spacciarsi per:
- Un medico, o altro operatore sanitario.
- Un membro del Comitato Internazionale della Croce Rossa di qualunque levatura. Questo tranello costituirebbe violazione di specifici trattati internazionali.
- Un cappellano o ecclesiastico.
- Un giornalista.
- Un membro civile del potere politico, come ad esempio un parlamentare[23].

L'atteggiamento degli interroganti nei primi colloqui deve di solito essere corretto, scrupolosamente educato, in alcuni casi addirittura empatico. Tassativamente debbono mantenere tali contegni dal principio alla fine dell'interrogatorio. A seconda delle circostanze, il prigioniero può: essere informato sulla vera ragione del suo arresto; riceverne una falsa motivazione; essere lasciato nel dubbio in proposito. Gli interroganti devono tentare di appurare se le abituali proteste d'innocenza del prigioniero siano genuine o pretestuose, ma in questo stadio non devono lasciare trapelare alcuna indicazione del fatto che le giustificazioni siano credute valide (o non lo siano). Un prigioniero intelligente cercherà d'intuire il grado di conoscenza degli interroganti; costoro debbono ad ogni costo comportarsi come abili giocatori di poker ed apparire indecifrabili.
In questa prima "intervista" gli interroganti farebbero bene a parlare il meno possibile, per quanto magari siano ansiosi di ottenere risposte a molte domande. Al prigioniero va chiesto di raccontarsi con parole proprie, descrivere le circostanze del suo arresto, fare un resoconto di qualche periodo della sua vita, o spiegare particolari del suo mestiere. L'obiettivo è farlo parlare senza richieste nella forma più narrativa e continua possibile; più parla, tanto meglio gli interroganti possono valutare la sua personalità.

### Uso di registrazioni
Le "interviste" andranno registrate, o con procedure stenografiche, o con tecniche audiovisive. Questa seconda soluzione è nettamente preferibile nei casi in cui ci si deve avvalere di interpreti esterni all'organizzazione HUMINT: la registrazione potrà essere esaminata in un secondo momento da qualche esperto linguista interno, garantendo così un importante forma di controllo di qualità.
Gli interroganti non si occuperanno per nessun motivo personalmente della registrazione; ciò li distrarrebbe dal compito critico di porre le domande in una cornice giusta e guidare il corso dell'interrogatorio secondo le implicazioni delle risposte del soggetto. Se sia meglio che la registrazione avvenga palesemente o di nascosto, dipende dal grado di sofisticatezza e di diffidenza del soggetto. Se la registrazione è occulta, certi soggetti possono essere indotti a parlare a ruota libera se hanno l'impressione che l'interrogante non prenda appunti, e nel caso opposto diventano guardinghi. D'altro canto, può darsi il caso che la consapevolezza della registrazione (palesata) faccia sentire l'interrogato "sotto esame", poiché appare maggiormente probabile che le sue ipotetiche menzogne mal concepite vengano "smontate", e di conseguenza questa pressione psicologica può farlo crollare, favorendo la confessione della verità.
Ad uno stadio avanzato dell'interrogatorio, può essere proficuo far riascoltare al soggetto qualche pezzo di registrazione. Il suono della sua stessa voce che ripete le prime affermazioni, specie se con accenti d'ira o di ansia, può aprire una breccia nelle sue difese.

### Lavorare con interpreti
Senza dubbio un interrogante che padroneggi la lingua del soggetto è in una posizione ideale. Ma l'abilità richiesta nell'interrogare è infinitamente più importante rispetto alla competenza linguistica, e un buon poliglotta non dovrà mai prendere il posto di un buon interrogante.
Se manchi un'interrogante che conosca la lingua, si dovrà usare un interprete, possibilmente non del tutto ignaro delle tecniche di interrogatorio. È importantissimo che l'interprete non solo riporti accuratamente ciò che ciascuna parte dice, ma anche riproduca quanto più fedelmente possibile la rispettiva inflessione, il tono, la maniera e l'enfasi. Deve sforzarsi di divenire quasi parte dell'arredamento piuttosto che una terza personalità, e l'interrogante deve comportarsi come se l'interprete non esistesse.
Capita sovente che serva un interprete nella HUMINT. Vi sono dei vantaggi in questa collaborazione, il più ovvio è che il raccoglitore HUMINT patisce gravose restrizioni quando non possiede un linguaggio adeguato o una competenza linguistica all'altezza della situazione. A ciò si aggiunga che l'interprete, se ben addestrato, interrogato e controllato, può essere realmente un valido ausilio nelle operazioni.
Gli interpreti possono avere più conoscenza della cultura locale oltre che della lingua, ma chi amministra la HUMINT deve fare attenzione che l'interprete non sia, ad esempio, un membro di una sub-cultura, religione, e simili, dell'area, che possa essere offensivo per il soggetto.
L'uso di interpreti rallenterà il processo, aumentando pure il rischio di fraintendimenti. I raccoglitori di HUMINT hanno anche bisogno di essere certi che le persone di nazionalità locale o di nazionalità terza siano competenti in fatto di sicurezza, e davvero fedeli alla causa dell'interrogante.
Il raccoglitore deve aver presenti i potenziali problemi di interpretazione. Ecco alcuni segnali d'allarme:
- Da lungo a breve. Se l'interprete riferisce un vostro discorso lungo con uno più breve nella lingua del soggetto, vi sono parecchie possibilità. L'interprete sta forse tentando di accelerare il colloquio, ed il raccoglitore deve insistere per avere una traduzione precisa. La domanda può riguardare un tema delicato, che forse spaventa lo stesso interprete.
- Da breve a lungo. Se una domanda breve del raccoglitore si trasforma in una frase prolissa, si deve mettere in chiaro che l'interprete non ha un programma personale da osservare. Magari l'interprete sta usando titoli onorifici, approccio indiretto o altro modo di esprimersi culturalmente appropriato.
- Cambio di linguaggio non verbale. Se l'interprete sembra cambiare "linguaggio del corpo" o tono, il raccoglitore deve chiarirne la ragione. Questo può determinare la sospensione dell'interrogatorio fino a che l'interrogante non abbia potuto parlare con l'interprete ed appurare se vi sia qualche problema. A volte il cambio di atteggiamento può essere nulla più che il riflesso di affaticamento o disagio fisico, ma l'interrogante deve accertarsi che la conversazione in lingua straniera non sia tralignata in ostilità, minacce o coinvolgimento personale che potrebbero inficiare la traduzione.

## Fonti reclutate / di fiducia

### Pattuglie di ricognizione speciale
La ricognizione speciale (abbreviata in SR) è svolta da soldati, di regola in uniforme, che si portano in profondità oltre la propria linea di fronte per osservare le attività del nemico. Stiamo parlando di specialisti dall'alto addestramento, avvezzi a comunicare clandestinamente con l'organizzazione, sistematicamente preparati per il debriefing. Il debriefing può essere svolto da funzionari di HUMINT appartenenti alla loro stessa organizzazione, i più abituati al modo di fare rapporto dei soggetti. Alcune di queste tecniche possono essere estremamente delicate e mantenute su un piano di notizie ad accesso ristretto anche all'interno dell'organizzazione di ricognizione speciale. Chi fa ricognizione speciale opera assai più "avanti" della più avanzata unità di ricognizione ordinaria (in prossimità delle proprie linee); può voler dire decine o centinaia di chilometri più in profondità. Vi sono vari modi in cui gli addetti alla SR possono penetrare nell'area di operazioni.
La loro missione non prevede che si facciano agganciare nel combattimento. Si può trattare di osservare e riferire, oppure di guidare attacchi aerei o di artiglieria sulle posizioni nemiche. In quest'ultimo caso, la pattuglia cerca comunque di restare occultata; l'idea è che il nemico sa ovviamente di subire un attacco, ma non sa chi dirige il fuoco contro di lui.

### Spionaggio
Lo spionaggio è la raccolta di informazioni presso persone che sono considerate di fiducia dal nemico, oppure intime a persone con predette caratteristiche. Il processo con cui si reclutano tali individui e se ne appoggiano le operazioni è la disciplina HUMINT detta gestione degli agenti.
È possibile che talora chi gestisce gli agenti (case officer, in inglese) si incontri direttamente con loro e ne esegua il debriefing. Ma è molto più frequente che gli agenti mandino messaggi all'organizzazione per cui lavorano, per radio, Internet, o nascondendo i messaggi in un posto difficile da scoprire. L'ultima tecnica, chiamata della "buca morta", prevede che un corriere o il case officer recuperi i messaggi in una maniera clandestina. Sono tutti esempi di "transazioni" spionistiche.

## Analisi delle relazioni tra soggetti HUMINT
Concluse le "interviste" (debriefing o interrogatori), è probabile che vi siano dati circa altre persone con cui il soggetto è in contatto, o che questi conosce. Tali dati hanno il loro fulcro nelle reti sociali, non, per esempio, nelle informazioni militari note al soggetto.
Ottenuta l'informazione, viene inserita in un modello organizzato. Assai sovente, le informazioni ricavate da un'intervista possono servire a strutturare la successiva intervista con la medesima persona, o con un altro soggetto.

### Identificazione di altre persone interessanti
Durante le interviste, un soggetto potrebbe menzionare particolari su altre persone, o essere stimolato a farlo in un modo che ha tutta l'apparenza di una normale conversazione.

### Network sociali (esempio esplicativo)
Una prima conversazione potrebbe iniziare con una donna del villaggio, chiamata Anna. L'"intervistatore" nota che indossa una gran bella sciarpa, e s'informa in proposito, attento ad evitare atteggiamenti che potrebbero obbligarla a dargli l'oggetto che ha ammirato. Lei dice: "Grazie. L'ho comprata da quello che vende la seta."

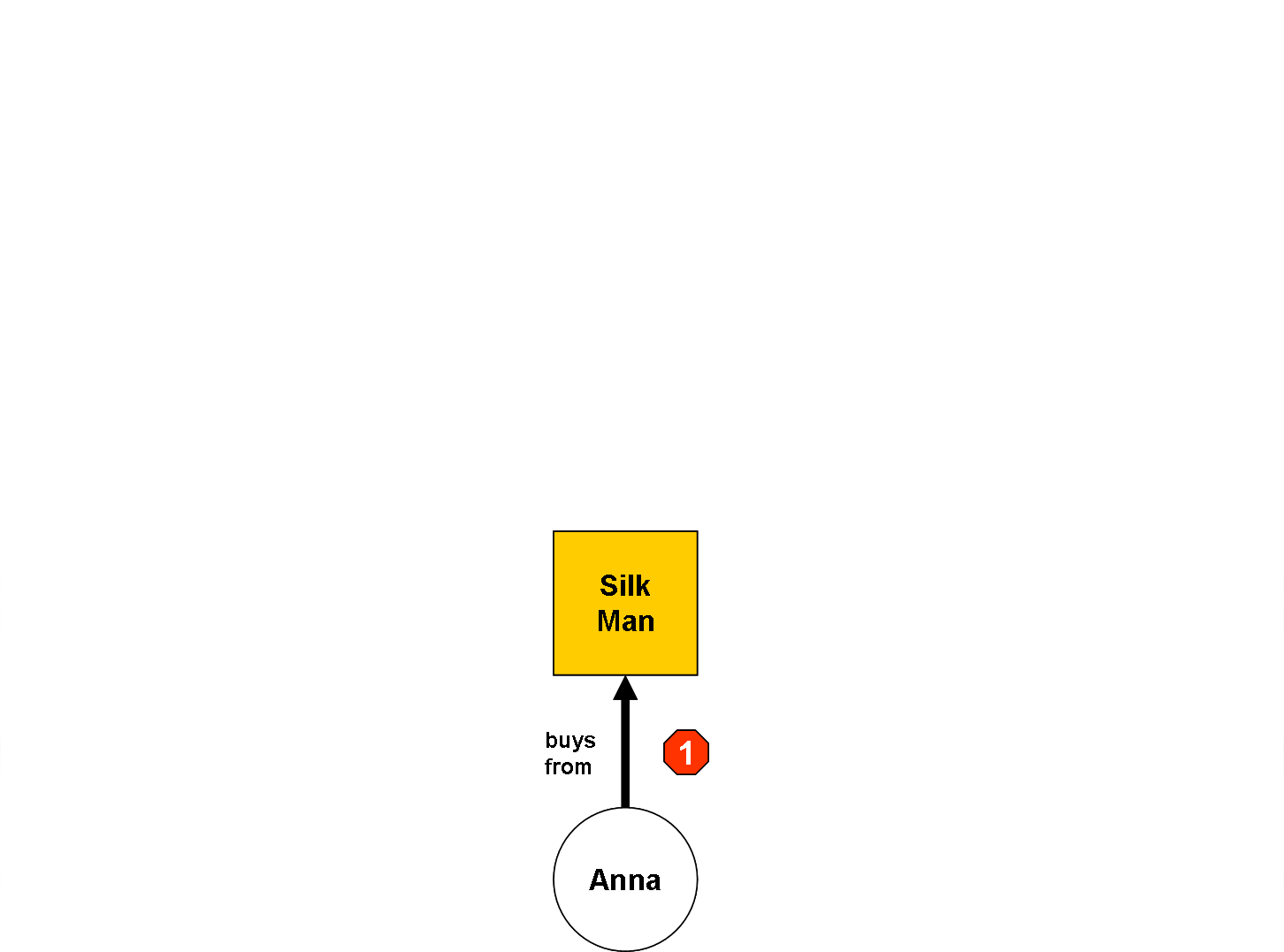
Informazioni sulla rete sociale ricavate dalla prima conversazione.

L'intervistatore, che in realtà non conosce molta gente del villaggio, tira ad indovinare e "provoca". "Quello della seta? Ma non è il figlio del coltivatore di olive sposato con... umm... Ce li ho sulla punta della lingua."
Anna risponde: "No, quello della seta non è del villaggio. Non so come si chiama."

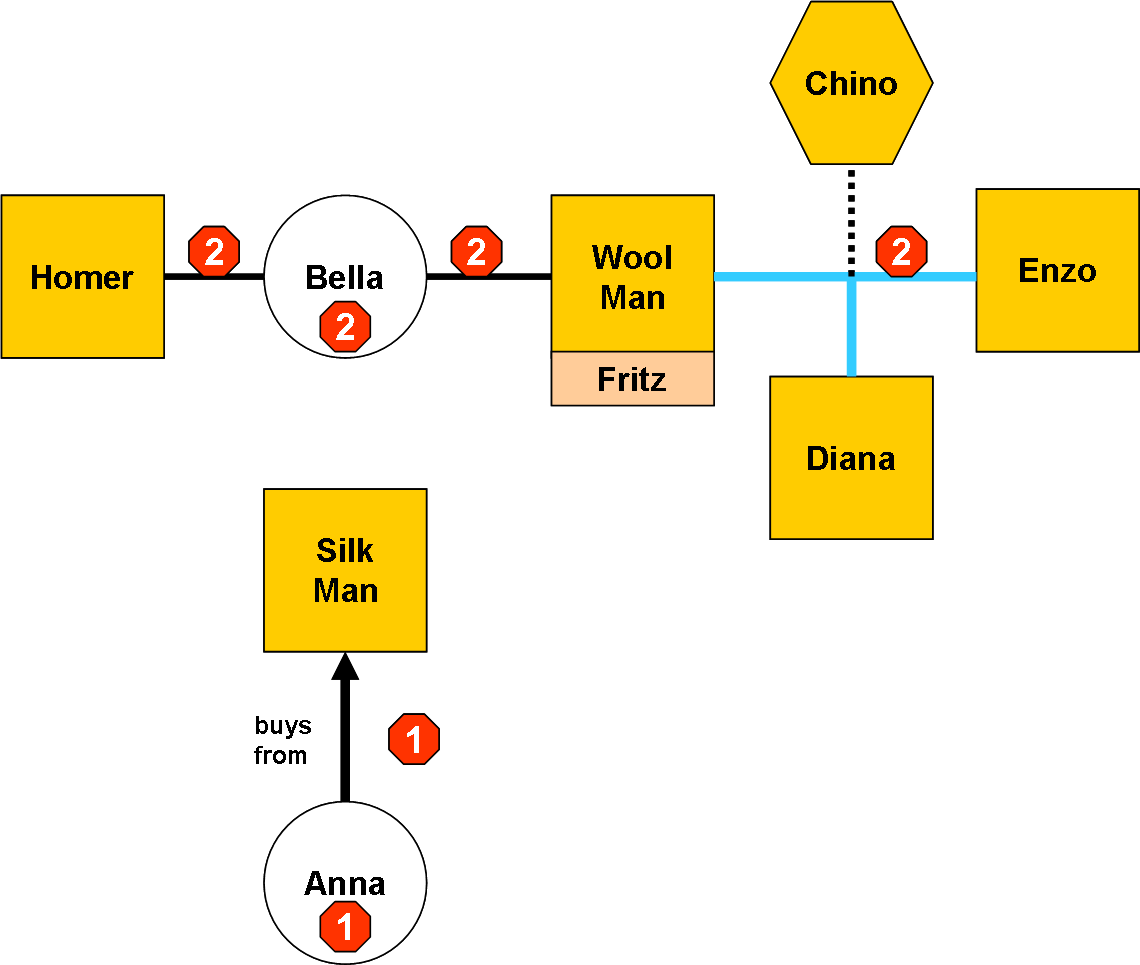
Informazioni sulla rete sociale ricavate dalla seconda conversazione.

Sapendo che un altro soggetto da sottoporre a debriefing è dello stesso villaggio, l'intervistatore potrebbe chiedere di portare degli spuntini con olive e formaggio nella "sala interviste". Chiacchierando con George (un altro del villaggio), l'intervistatore potrebbe soggiungere: "non son un granché queste olive, ma qui non si trova di meglio. Non sono da confrontare con quelle che fa Gregory, giù da voi."
"Sì, Chino ha delle piante eccellenti. Peccato che solo uno dei suoi figli, Enzo, sia rimasto in fattoria. Gli manca tanto quell'altro, che gira il mondo a vendere vestiti alle donne."
L'intervistatore cerca conferma di quanto ha detto Anna (l'uomo della seta non è del villaggio): "È quello che vende la seta?"
"No, quello della seta è Hassan, ma capita al villaggio ogni tanto. Fritz, il figlio di Gegory, vende lana."
"Conosci i figli di Diana e Chino?"
"Oh sì! Ho corso un sacco per far arrivare Iliana la levatrice. Ha fatto venire al mondo entrambi i suoi figli."
L'intervistatore si versa il tè, e chiede: "Le levatrici sono preziose. Ma cosa succede se un bambino non si presenta al parto correttamente, e Iliana non può farcela?"
"Justinian, il marito di Iliana, ha un camion. Iliana deciderà se lui deve andare a recuperare il dottore, o portare lei e la madre dal dottore."

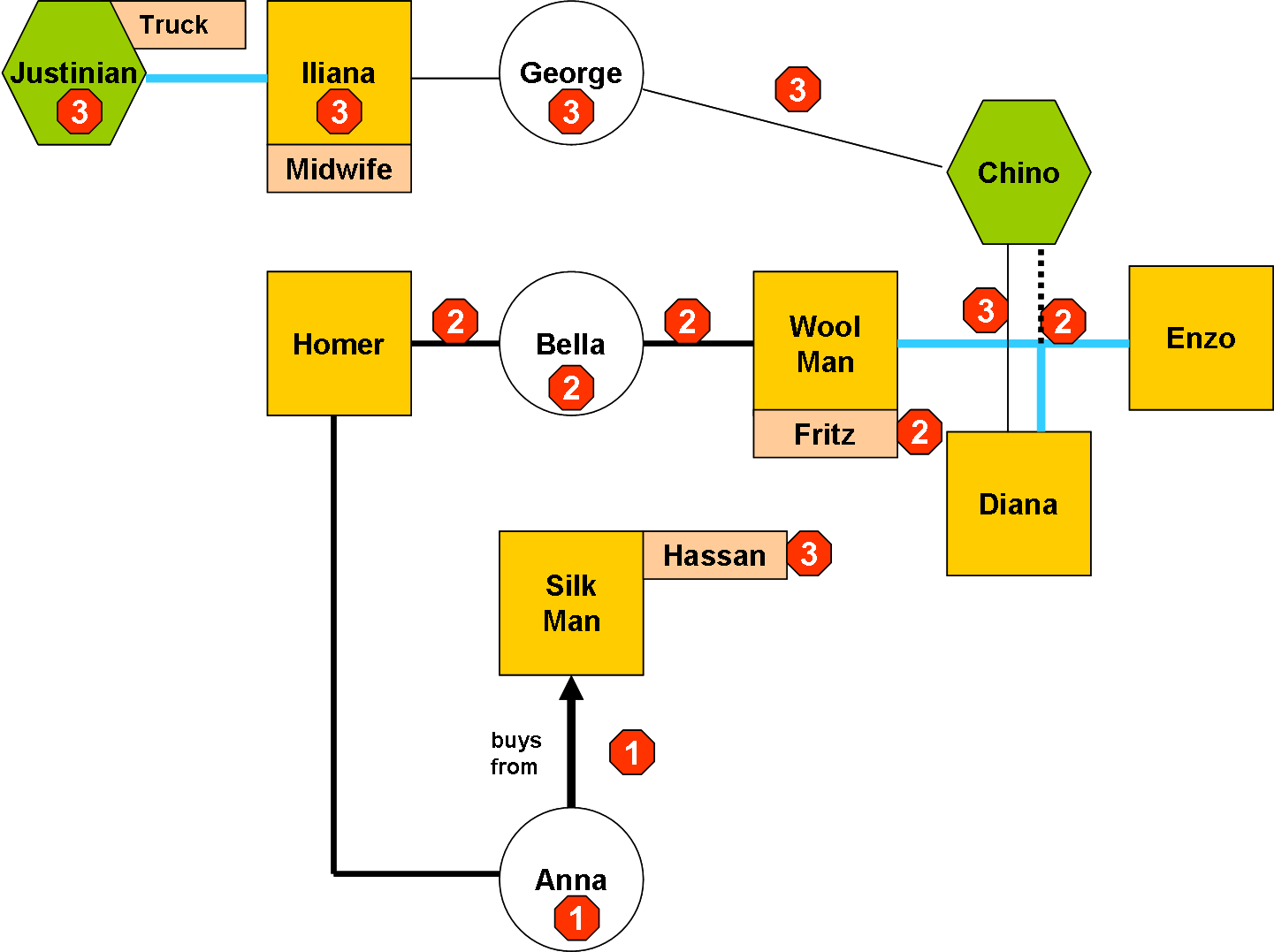
Informazioni sulla rete sociale ricavate dalla terza conversazione.

L'intervistatore vede Anna che sta scendendo dal camion di Justinian, e le chiede se va tutto bene. "Oh sì, ho fatto solo un salto dal dottore e va tutto benone." Si noti che Anna ha confermato una relazione tra Justinian ed il dottore, di cui per il momento non si sa il nome.
"Anna, mi son scordato di chiedertelo. Chi è tuo marito?"
"Pensavo che tutti sapessero che Homer ed io ci amiamo tanto. Devi essere cieco!" L'intervistatore – sensibile alle sfumature culturali – scoppia a ridere, e conferma che gli servono dei nuovi occhiali.
Conclusioni delle "interviste"

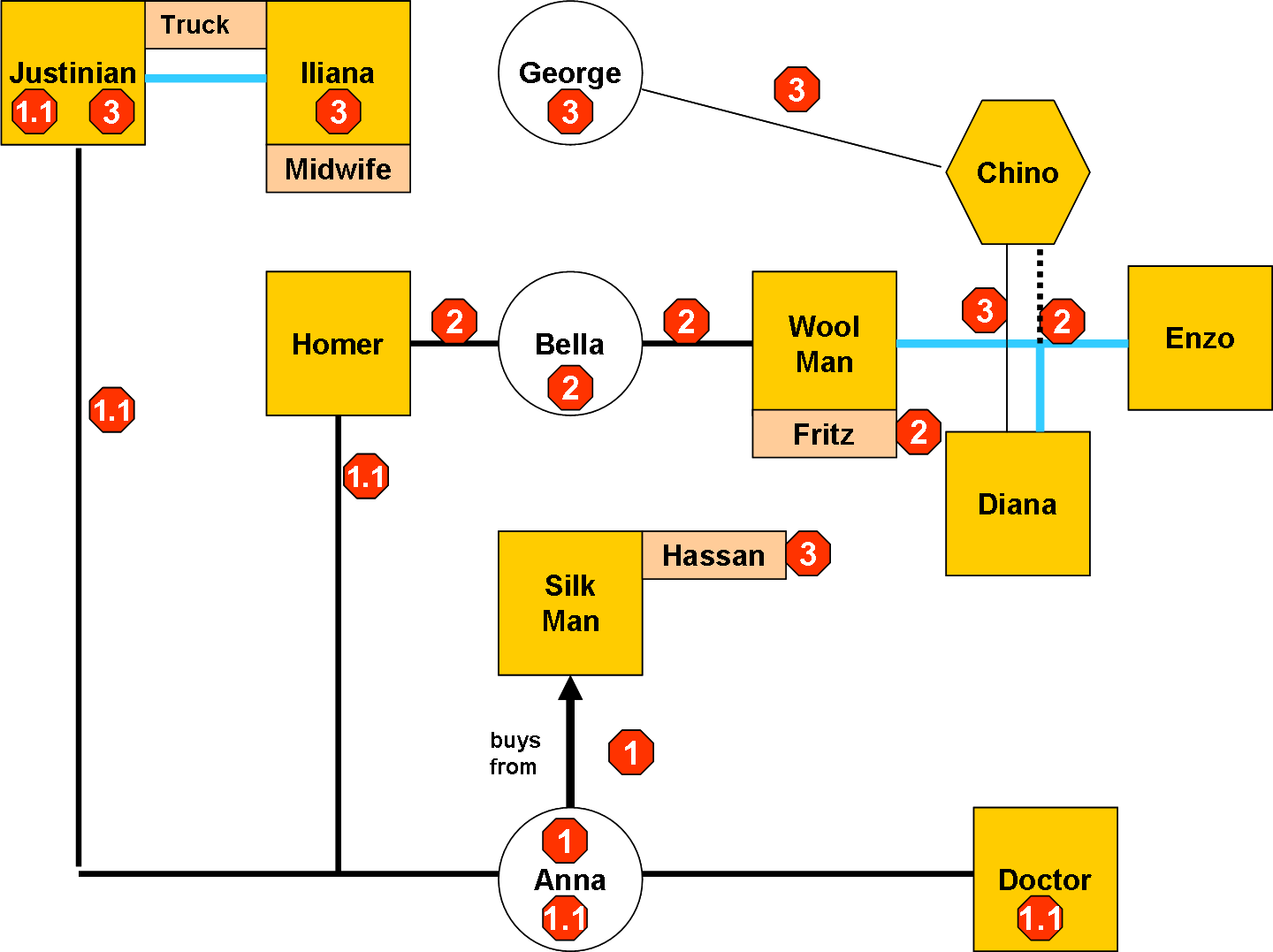
Informazioni sulla rete sociale ricavate dalla ripetizione della prima conversazione.

A questo punto l'intervistatore sa che "l'uomo della seta" ed "il dottore" sono forestieri che capitano con una certa frequenza nel villaggio. Se vi è attività clandestina, sono dei potenziali corrieri. Lo stesso intervistatore, o un analista HUMINT, deve trovare altri abitanti del villaggio in contatto con "l'uomo della seta" ed "il dottore", e vedere se c'è una qualunque relazione tra episodi di guerriglia e le loro visite.

### "Diagrammi a linee" di reti operative
Buona parte del moderno interesse per l'attività di tracciare reti di persone ha un rilievo per quanto attiene alle operazioni di guerriglia e le reti terroristiche, due categorie affini, che però non si sovrappongono completamente.
Quando si esamina la struttura generale dei gruppi terroristici, si constata che vi sono due categorie di organizzazione: in forma di rete e in forma gerarchica. Un gruppo terroristico può optare per una di queste tipologie, o per una combinazione dei due modelli. I gruppi più nuovi tendono ad organizzarsi o ad adattarsi con riferimento alle possibilità insite nel modello a rete. L'ideologia può avere un effetto sull'organizzazione interna, con i gruppi di più stretta ortodossia leninista o maoista tendenti al controllo centralizzato ed alla struttura gerarchica.
Quale che sia il modello organizzativo generale del gruppo, il personale operativo userà pressoché sempre il modello "a cellule", per evidenti ragioni di sicurezza. Un importante studio guarda la configurazione teorica delle reti terroristiche in un modo non dissimile da altri sistemi che "mostrano regolarità ma non periodicità" (per esempio, casuali localmente, ma definiti globalmente).
Il loro modello si concentra sul "raggio medio", "non a livello di direzione dello stato, e non a livello di mappatura e previsione del comportamento di ciascun singolo terrorista, ma piuttosto ad un livello intermedio o organizzativo"… Molto di ciò che ha a che fare con l'analisi di vulnerabilità di reti a pacchetti senza connessione, come nel caso di Internet converge sui nodi la cui perdita può massimamente interferire con la connettività; qui lo studio ricerca il "modello di connessione circostante ad un nodo che permette ad un'ampia rete di rimanere collegata con minimi legami diretti. 'Buchi strutturali' all'intersezione dei flussi attraverso le comunità di conoscenza collocano nodi unici e superiori. Sono gli individui che estendono questi 'buchi interni di opportunità' che investono il funzionamento e le prestazioni della rete. Il corollario implicito di questa premessa è che un piccolo numero di questi nodi critici può essere identificato e 'ritagliato' dalla rete, in modo che i segnali non si possano propagare attraverso il sistema."
Nel caso dell'11 settembre 2001, i piloti erano nodi cruciali come sopra descritti, una volta che i gruppi destinati ad agire negli Stati Uniti erano sul posto ed operativi. Portando l'osservazione della centralità un passo più avanti, la COMINT può completare la HUMINT nel trovare i nodi di una rete umana geograficamente dispersa.